# Megachoriolaus texanus
Megachoriolaus texanus är en skalbaggsart som först beskrevs av Knull 1941.  Megachoriolaus texanus ingår i släktet Megachoriolaus och familjen långhorningar. Inga underarter finns listade i Catalogue of Life.